# Gmina Baranów (Powiat Grodziski)
Baranów ist eine Landgemeinde im Powiat Grodziski der Woiwodschaft Masowien, Polen. Ihr Sitz ist das gleichnamige Dorf mit etwa 470 Einwohnern.

## Geographie

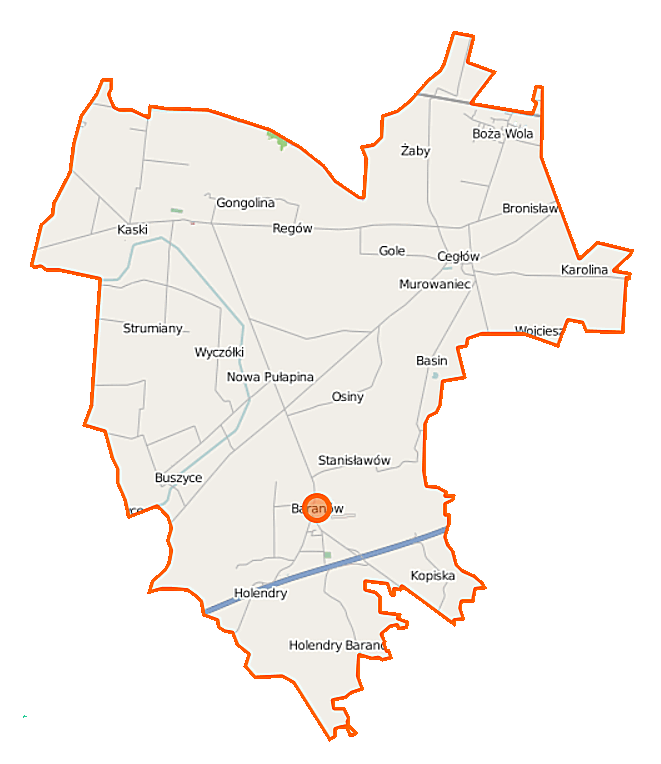
Karte der Gemeinde

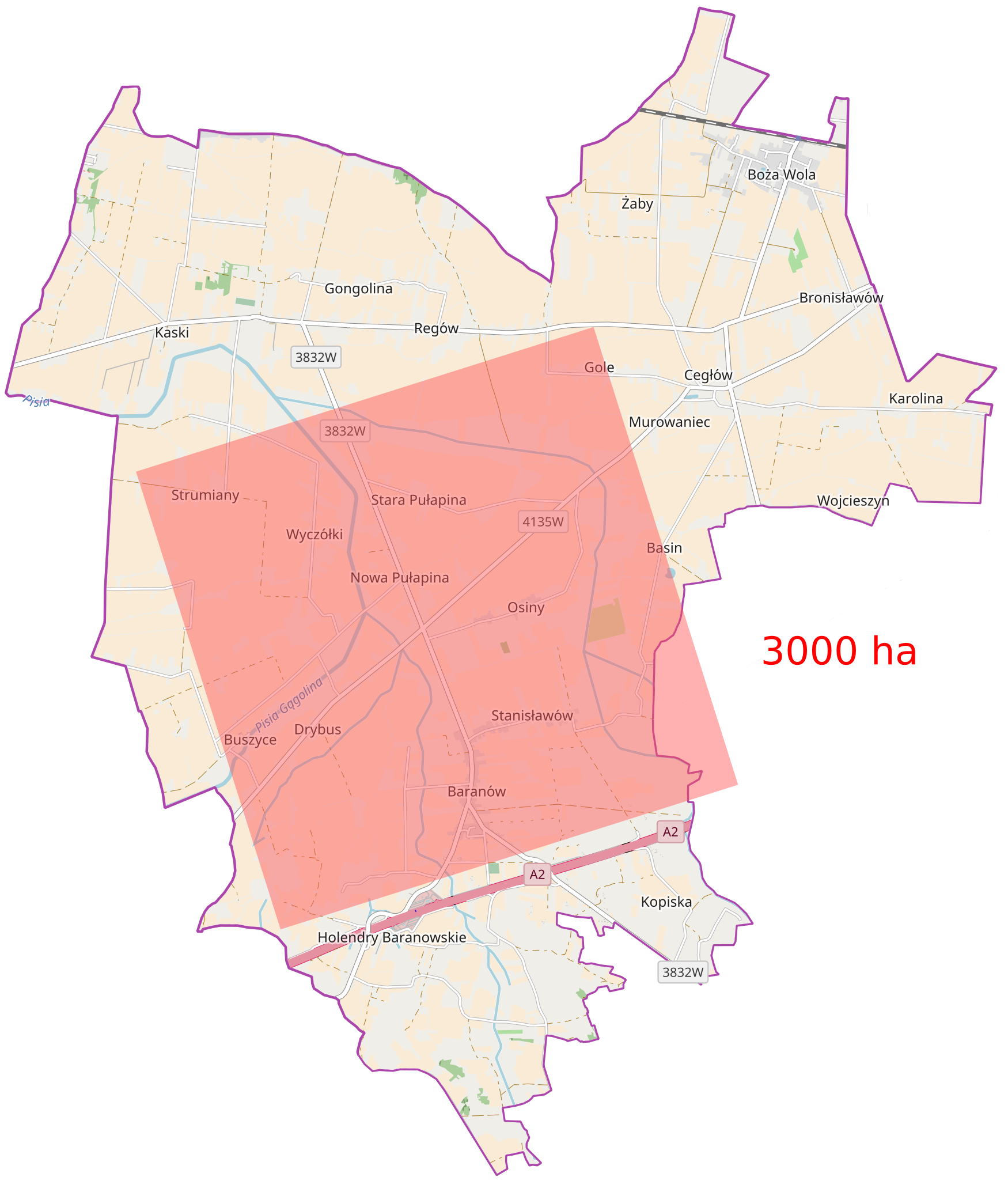
Visualisierung des Flächenbedarfs des geplanten Großflughafens

Die Gemeinde liegt etwa 40 Kilometer westlich von Warschau und 80 Kilometer östlich von Łódź. Ihr Gebiet grenzt im Osten an die Stadt-und-Land-Gemeinde der Kreisstadt Grodzisk Mazowiecki.

## Geschichte und Zukunft
Da der internationale Flughafen Warschau seine Kapazitätsgrenze erreicht hat und nicht erweitert werden kann, gab die Regierung Szydło im Herbst 2017 den Plan bekannt, bei Pułapina im Norden der Landgemeinde Baranów einen Großflughafen Port Solidarność zu errichten, den Centralny Port Komunikacyjny (CPK). Er soll somit nahe der Autobahn A2 rund 40 Kilometer südwestlich der Hauptstadt Richtung Łódź im Powiat Grodziski auf dem Gebiet der Landgemeinde auf etwa 50 Quadratkilometern Fläche entstehen, was knapp 70 Prozent ihres Gebiets entspricht. Das Projekt soll bis 2027 abgeschlossen werden. Auch eine Eisenbahnanbindung ist angedacht.
Von 1975 bis 1998 gehörte die Landgemeinde zur Woiwodschaft Skierniewice. Ihr Hauptort war bis 1954 Sitz der Gmina Kaski.

### Partnerschaften
Am 28. August 2009 sind die drei Gemeinden Baranów in Großpolen, Baranów in der Woiwodschaft Lublin und Baranów in Masowien eine Gemeindepartnerschaft eingegangen.

## Gliederung
Zur Landgemeinde Baranów gehören folgende Dörfer mit Schulzenämtern:
Baranów
Basin
Boża Wola
Bronisławów
Buszyce
Cegłów
Drybus
Gole
Gongolina
Holendry Baranowskie
Karolina
Kaski
Kopiska
Murowaniec
Nowa Pułapina
Osiny
Regów
Stanisławów
Stara Pułapina
Strumiany
Wyczółki
Żaby

## Verkehr
Die Autobahn A2 verläuft durch den Süden der Gemeinde, eine Abfahrt besteht bisher nicht.
Die Gemeinde hat an der Strecke Warschau–Łowicz, die den Norden der Gemeinde berührt, einen Haltepunkt in Boża Wola. Der geplante Großflughafen soll einen Bahnanschluss erhalten.

## Baudenkmale

Kirche in Baranów

Die Kirche im Hauptort der Gemeinde steht seit 1975 unter Denkmalschutz.